# (235999) Bucciantini
(235999) Bucciantini est un astéroïde de la ceinture principale.

## Description
(235999) Bucciantini est un astéroïde de la ceinture principale. Il fut découvert le 4 avril 2005 à San Marcello Pistoiese par Luciano Tesi et Giancarlo Fagioli. Il présente une orbite caractérisée par un demi-grand axe de 3,08 UA, une excentricité de 0,08 et une inclinaison de 9,1° par rapport à l'écliptique.

## Compléments